# Céline Purcell
Céline Desirée Purcell (Den Haag, 14 maart 1980) is een Nederlands actrice.

## Biografie
Na het behalen van haar gymnasiumdiploma op het Erasmus College begon zij haar studie rechten in Leiden. Tijdens deze studie begon haar professionele carrière in de musical "Miss Saigon". Daarna volgden "Elisabeth", "Titanic de Musical" en was ze te zien als Liesl von Trapp in "The Sound of Music". In 2004 vertolkte ze de rol van Sophie Stuiveling in "Mamma Mia!", om vervolgens de titelrol te alterneren in "Belle en het Beest". Ze was Eliza Doolittle in "My Fair Lady" en vertolkte de rol van Eponine in de legendarische musical "Les Misérables". Ze deelde het toneel samen met Johnny Kraaijkamp (jr.) in het succesvolle toneelstuk "Geknipt om te leren" (Educating Rita) als Rita. Ter gelegenheid van de verjaardag van Stephen Sondheim zong ze mee in een tribute: "Sondheim in Songs" samen met Simone Kleinsma, Freek Bartels en Stanley Burleson. Purcell staat al vanaf het prille begin in de veelbekeken comedy-serie Kinderen geen bezwaar als Julia Zegers. Ze leent haar stem aan verschillende tekenfilms en zingt voor verschillende series de leader in. Daarnaast was ze te zien in de muzikale comedy Gebak van Krul als Charlotte Krul.
In 2004 won ze voor haar rol in "Mamma Mia!" de John Kraaijkamp Musical Award en de Cubus Award voor aanstormend talent.
In 2007 won Purcell een tweede John Kraaijkamp Musical Award voor beste vrouwelijke hoofdrol voor haar vertolking van Eliza in de musical "My Fair Lady".
Tot 2013 is Purcell op televisie te zien in Kinderen geen bezwaar. Vanaf de laatste aflevering van seizoen 23 is ze te zien als Femke Blok in Goede tijden, slechte tijden.

## Privé
Tijdens de audities voor de musical Mamma Mia! ontmoette zij Oren Schrijver, zanger en acteur. Het stel is op 24 juli 2012 getrouwd in Ravello, een dorpje in de buurt van Napels (Italië). In 2014 kregen ze hun eerste kind. In september 2018 werd hun tweede kindje geboren.

## Musicals
| Jaar       | Musical            | Rol                     | Opmerking                                                                                   |
| ---------- | ------------------ | ----------------------- | ------------------------------------------------------------------------------------------- |
| 1999       | Miss Saigon        | Ensemble/Ellen          | Understudy van Ellen Evers                                                                  |
| 1999-2001  | Elisabeth          | Ensemble/Gravin Sztáray |                                                                                             |
| 2001-2002  | Titanic            | Kate McGowan            |                                                                                             |
| 2002-2003  | The Sound of Music | Liesl von Trapp         |                                                                                             |
| 2003-2005  | Mamma Mia!         | Sophie Stuiveling       | John Kraaijkamp musical award voor aanstormend talent (2003)                                |
| 2005-2006  | Belle en het Beest | Belle                   | Alternate van Chantal Janzen                                                                |
| 2006-2007  | My Fair Lady       | Eliza Dootlittle        | John Kraaijkamp Musical Award voor beste vrouwelijke hoofdrol in een grote productie (2007) |
| 2008-2009  | Les Misérables     | Éponine                 |                                                                                             |
| 2010       | Sondheim in Songs  | Soliste                 | Met Simone Kleinsma, Freek Bartels en Stanley Burleson                                      |
| 2011       | Toon (musical)     | Rietje Hermans          | Nam de rol van Wieneke Remmers over vanwege zwangerschapsverlof                             |
| 2011-2013  | Wicked             | Glinda                  | Alternate van Chantal Janzen, deelde later de rol met Yvonne Coldeweijer                    |
| 2013       | Aspects of Love    | Giulietta               | Verving Maaike Widdershoven tijdens ziekte                                                  |
| april 2013 | Otis               | Daphne                  | Brigitte Heitzer kon het toch niet combineren met haar eigen theatershow                    |
| juli 2013  | Otis parade versie | Daphne                  | Otis speelde een miniversie op de parade in Amsterdam, Utrecht en Den Haag                  |

## Toneel
- Educating Rita/Geknipt om te leren: Rita (2009-2010)
- De Vagina monologen. (2012)

## Theater overig
- Zing met ons mee (23 mei, 24 mei 2010) - zangeres
- Purper (2013-2014) - Leading lady met Gerrie van der Klei, Anouk van Nes en Mylou Frencken

## Televisie
| Jaar                 | Programma                    | Rol               | Vaste rol | Gastrol | Opmerking |
| -------------------- | ---------------------------- | ----------------- | --------- | ------- | --- |
| 2004-2006, 2007-2013 | Kinderen geen bezwaar        | Julia Zegers      |           |         | Stopte 2 seizoenen bij Kinderen Geen Bezwaar omdat ze aan het spelen was in My Fair Lady. In 2008 keerde ze weer terug als hoofdrol in de serie. |
| 2007                 | Kinderen voor Kinderen       | -                 |           |         | Ze presenteerde de finale |
| 2009                 | Gebak van Krul               | Charlotte Krul    |           |         | |
| 2010                 | Gooische Frieten             | Zichzelf          |           |         | In aflevering 5 en 17 van seizoen 1 |
| 2011                 | Zie Ze Vliegen               | Vrouw in toilet   |           |         | In aflevering 5 van seizoen 1 |
| 2012                 | Hi Ha Hondenlul              | Anne-Fleur        |           |         | |
| 2013                 | Goede tijden, slechte tijden | Femke Blok        |           |         | |
| 2015                 | Flikken Maastricht           | Chana Vervaart    |           |         | Aflevering Plan B |
| 2016                 | Centraal Medisch Centrum     | Mevrouw Van Walen |           |         | |

## Nasynchronisatie
| Jaar      | Programma                  | Rol            | Vaste rol | Gastrol | Opmerking                    |
| --------- | -------------------------- | -------------- | --------- | ------- | ---------------------------- |
| 2004-2006 | My Life as a Teenage Robot | Jenny          |           |         | Ze zong ook de titelsong in. |
| 2004-2005 | Tweeling                   | Amy            |           |         |                              |
| 2005-2006 | Tracey Beaker              | Amber          |           |         |                              |
| 2006      | Bratz                      | Katia          |           |         | Aflevering Geest in de fles  |
| 2007      | Underdog                   | Polly Purebred |           |         |                              |
|           | The Amazing Spiez!         | Tammy          |           |         | Terugkerende gastrol.        |

## Titelsong
- Brum
- My Life as a Teenage Robot